# Eduard Outrata
Eduard Outrata (7. března 1898 Čáslav – 8. června 1958 Praha) byl československý národohospodář, politik a účastník protinacistického odboje.

## Biografie
Absolvoval gymnázium v Časlavi, poté vystudoval práva a Vysokou školou obchodní v Praze.
Roku 1923 nastoupil jako pracovník do brněnské Zbrojovky. Od roku 1933 byl jejím obchodním ředitelem a v letech 1936–1939 generálním ředitelem. V červnu roku 1939 odešel s rodinou do exilu, když se nevrátil ze služební cesty do okupované vlasti a stal jedním z představitelů II. odboje, spoluzakladatelem Československého národního výboru (ustaven 17. listopadu 1939 v Paříži), v londýnské exilové vládě ministrem financí (1940–1941) a následně (1941–1942) státním ministrem pověřeným agendou ministerstva obchodu, průmyslu a živností. V letech 1940–1945 člen státní rady v Londýně.
Významně pomohl i Spojencům, když předal britské vládě k využití technické novinky Zbrojovky. Patřila k nim tzv. toleranční soustava, která umožňovala vzájemnou výměnu součástí pušek a jiných zbraní, technická řešení lehkých pěchotních zbraní včetně kulometu Bren a těžkého kulometu Besa, které se pak staly účinnou zbraní britské armády.
Po válce se s rodinou vrátil do Československa. Ačkoliv před válkou inklinoval k národním socialistům, jako jeden z mála zůstal po Únoru 1948 ve funkcích, když akceptoval komunistický režim. Zastával vyšší státní funkce, v letech 1945–1949 byl generální sekretář Hospodářské rady při předsednictvu vlády, v letech 1946–1949 byl místopředseda Ústřední plánovací komise, poté v letech 1949–51 působil jako náměstek ministra-předsedy Státní plánovací komise.
Roku 1951 mu komunistický režim přestal důvěřovat a v době čistek byl uvězněn. Následně byl roku 1954 v politickém procesu, na základě vykonstruovaných obvinění, odsouzen na 12 let vězení. V roce 1956 byl ze zdravotních důvodů propuštěn. Zemřel 8. června 1958 v Praze. V roce 1963 byl soudně rehabilitován.

### Evidence STB
V databázi Archivu bezpečnostních složek abscr.cz je Outrata, Eduard, datum narození 7.3.1898 a 7.5.1898 (nejstarší záznam, zaveden 15.8.1955) uveden jako zaznamenán:
- v Archivním protokolu starých operativních svazků, zaveden dne 15.8.1955 registrujícím útvarem 1. zvláštní odbor MV, pod registračním číslem 38030/5 (archivní číslo 479)
- v Archivním protokolu (zvláštní - ZO) operativních svazků, zaveden dne 3.3.1958 registrujícím útvarem Statisticko-evidenční odbor FMV, pod registračním číslem 38030 (archivní číslo 797)
- v Zvláštních vyšetřovacích spisech - archivním protokolu, zaveden dne (neuvedeno) registrujícím útvarem Statisticko-evidenční odbor FMV, pod registračním číslem 26320 (archivní číslo ZV-61)

## Dílo
- Dvouletý plán našeho hospodářství. Praha : Česká společnost národohospodářská, 1947. 17 s.
- O pětiletém plánu. Praha : Česká společnost národohospodářská, Fr. Řivnáč, 1949. 30 s.